# 五瘟使者

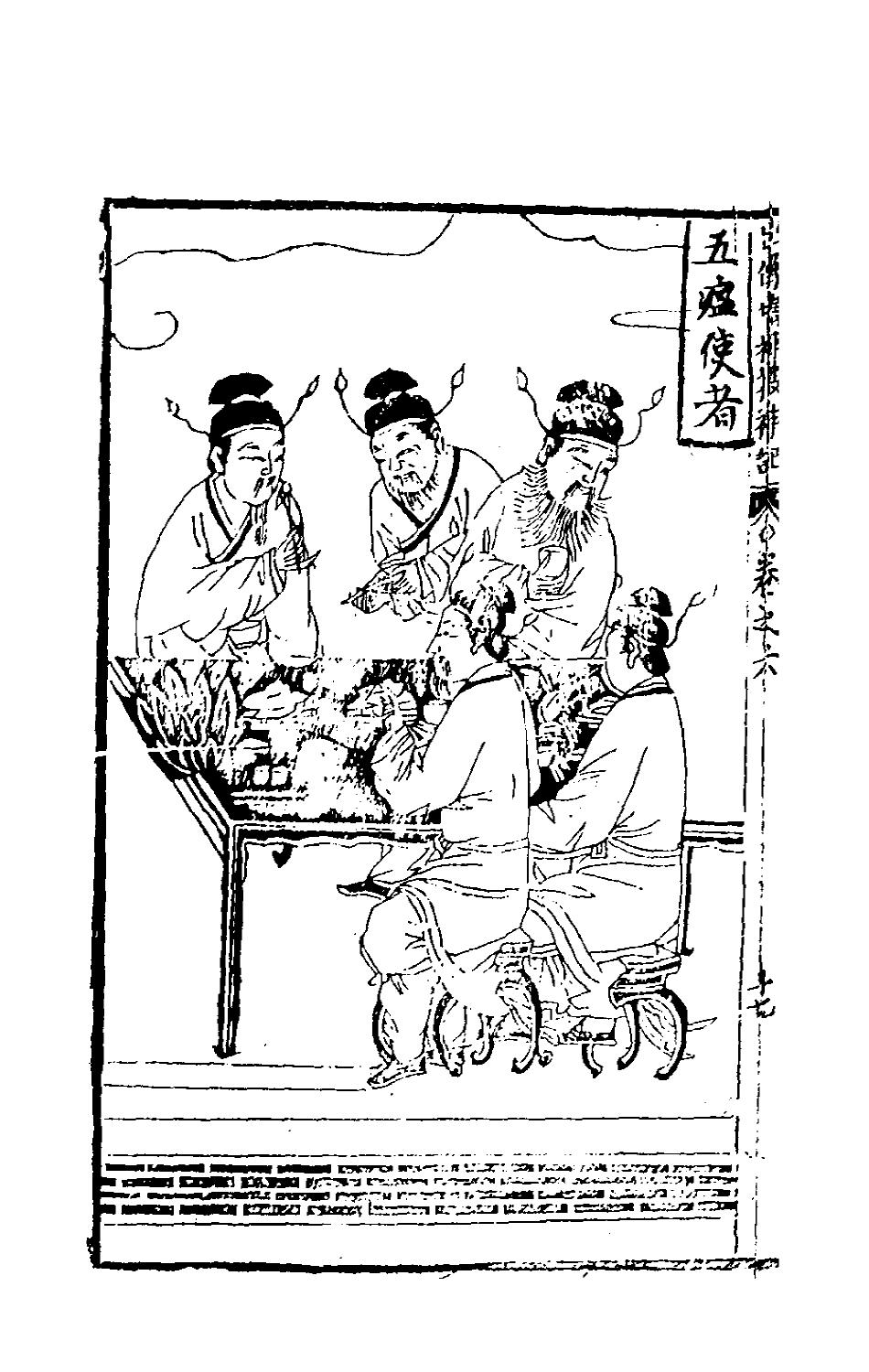
五瘟使者

五瘟使者（ごおんししゃ）は、中国に伝わる疫病をつかさどる神、鬼神。五方瘟神（ごほうおんしん）、五瘟大王（ごおんだいおう）、五福使者（ごふくししゃ）、五福大帝（ごふくたいてい）などとも言う。

## 概要
天界に存在する瘟部（おんぶ）に属するとされ、人々に流行病などをもたらしたりするとされた。「瘟」の字が縁起の悪い文字であるということから「福」という文字を用い、台湾などでは五福と表記することもある。
五人の神によって構成されており、それぞれ東（春）南（夏）西（秋）北（冬）および中央を支配するとされる。支配下に五毒将軍（ごどくしょうぐん）が存在する。
- 張元伯　春・東方青瘟
- 劉元達　夏・南方赤瘟
- 趙公明　秋・西方白瘟
- 鍾士貴　冬・北方黒瘟
- 史文業　中・中央黄瘟

南北朝時代の天師道の書で鬼神のことについて記してある『女青鬼律』でも、張元伯・劉元達・趙公明・鍾士貴・史文業は疫病に関する鬼たちを領している鬼主（五方鬼主）であると記されている。